# Линкар, Эрик
Эрик Августин Линкар (рум. Erik Augustin Lincar; род. 16 октября 1978, Орадя) — румынский футболист. Выступал за сборную Румынии, участник ЧЕ-2000.

## Биография
Эрик Линкар дебютировал в дивизионе А в составе «Стяуа» в 1997 году, откуда пришёл из молодёжной школы французского «Бордо». В «Стяуа» он провёл 5 сезонов, в 2002 году перешёл в греческий «Панатинаикос», далее играл в «Акратитосе». В составе «Амкара», куда он перешёл летом 2004 года, Линкар провёл 28 матчей, в которых забил 2 гола. В июле 2006 года подписал 2-летний контракт с бухарестским клубом «Национал».